# Zoothera monticola
El zorzal piquilargo (Zoothera monticola) es una especie de ave paseriforme de la familia Turdidae propia de las montañas del sur de Asia.

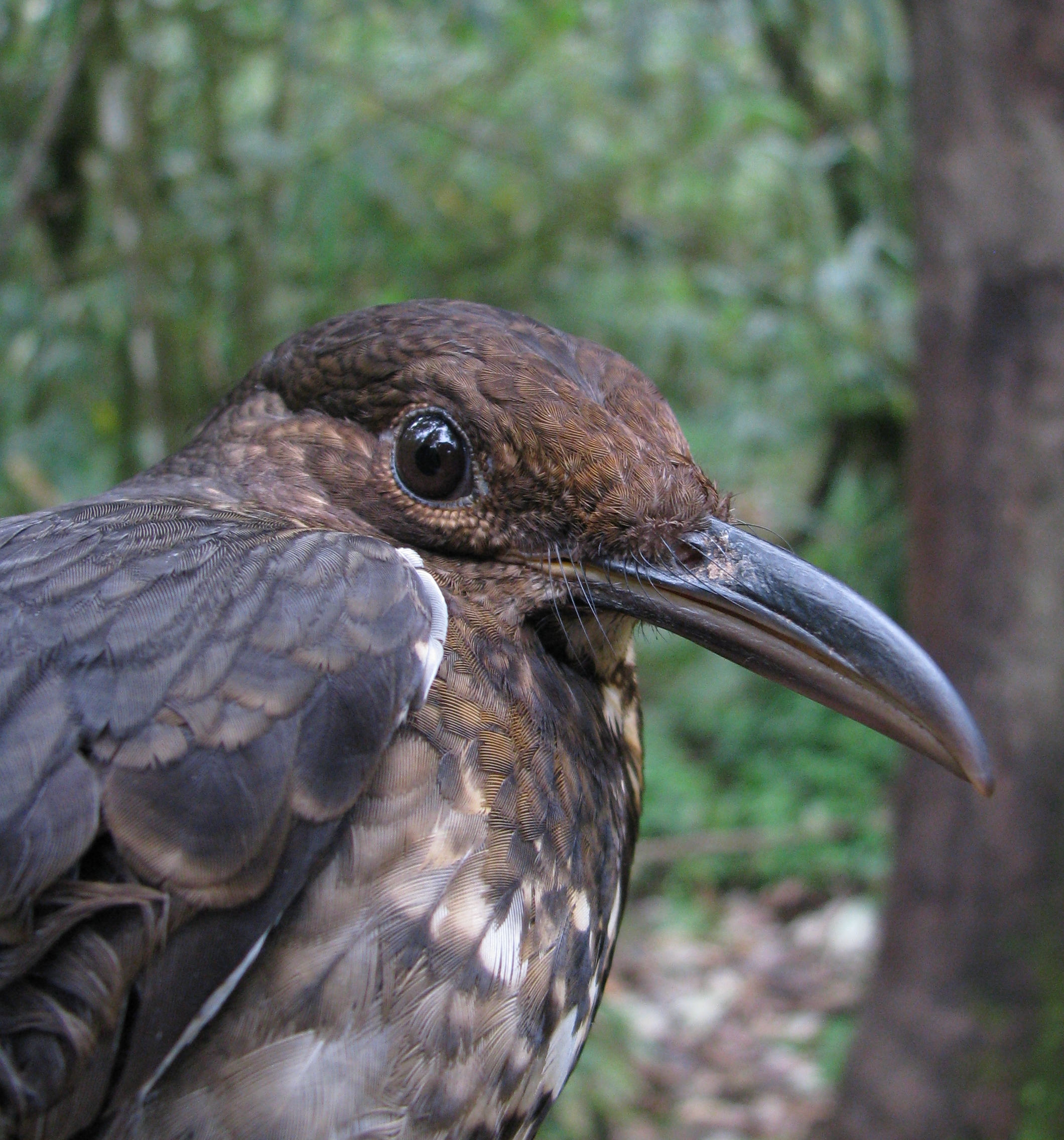
Zorzal piquilargo en Arunachal Pradesh, India.

## Distribución y hábitat
Se encuentra en los bosques de las cadenas montañosas desde el Himalaya al sudeste asiático, distribuido por el norte de la India, Bangladés, Nepal, Bután, Birmania y Vietnam.